# نه غریبه کامل
نه غریبه کامل (به انگلیسی: Nine Perfect Strangers) رمانی از نویسنده استرالیایی لیان موریارتی است که در ۶ نوامبر ۲۰۱۸ چاپ شد و در لیست پرفروش های نیویورک تایمز قرار گرفت.

## داستان
نه استرالیایی با زندگی‌های متفاوت، برای یک دوره ده روزه "عزلت دگرگونی کامل ذهن و جسم" به مکانی به نام خانه آرامش می‌روند. مدیر آن جا یک زن روسی مرموز به نام ماشاست. 